# Brachyplatystoma filamentosum
Brachyplatystoma filamentosum, conhecido popularmente como piraíba, piratinga e piranambu (os exemplares jovens da espécie são conhecidos como filhote), é um peixe de água doce da região amazônica da América do Sul. Pode atingir até 2,50 metros de comprimento e 300 quilogramas de peso. Tem ocorrência nas bacias do Araguaia e do Amazonas. A Piraíba não é um peixe muito procurado pelos pescadores comerciais, pois muitos acreditam que a carne faz mal e transmite doenças. É considerado o maior peixe de água doce brasileiro depois do pirarucu, sendo da família dos grandes bagres. É carnívoro e habita o fundo dos canais dos rios. Para sua captura, é necessária tralha pesada, linhas de, em média, 80 libras, varas de ação rápida e, como isca, peixes em pedaços ou inteiros vivos.

## Etimologia
"Piraíba" é um termo de origem tupi. Significa "peixe ruim", através da junção de pirá (peixe) e aíba (ruim), segundo a tradição o nome provem do fato que tais peixes se alimentavam de crianças indigenas. "Piratinga" é um termo originário da língua tupi, significando "peixe branco" (pirá, peixe + tinga, branco)."Piranambu" é originário da língua tupi, significando "peixe-inhambu" (pirá, peixe + nambu, inhambu).